# Мікрофенокристали

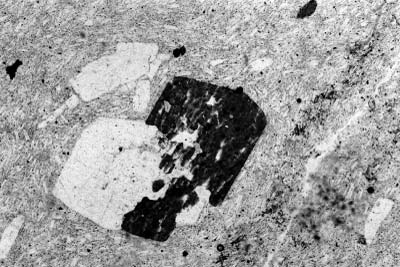
Фотомікрографія порфіритно-афанітської фельсичної породи з середнього еоцену в горах Блакитного хребта Вірджинії. Флакокристалічні плагіоклази (білі) і фенокристи рогової обманки (темні, перерощені плагіоклазом) встановлюються в тонкій матриці плагіоклазних планок, що відображають структуру потоку.

Мікрофенокристали (рос. микрофенокристаллы, англ. microphenocrysts, нім. Mikrophänokristalle m pl) – вкрапленики кристалів мінералів у вивержених породах.
Розпізнаються лише під мікроскопом.